# Dracula ubangina
Dracula ubangina är en orkidéart som beskrevs av Carlyle August Luer och Angel Andreetta. Dracula ubangina ingår i släktet Dracula och familjen orkidéer. Inga underarter finns listade i Catalogue of Life.

## Bildgalleri

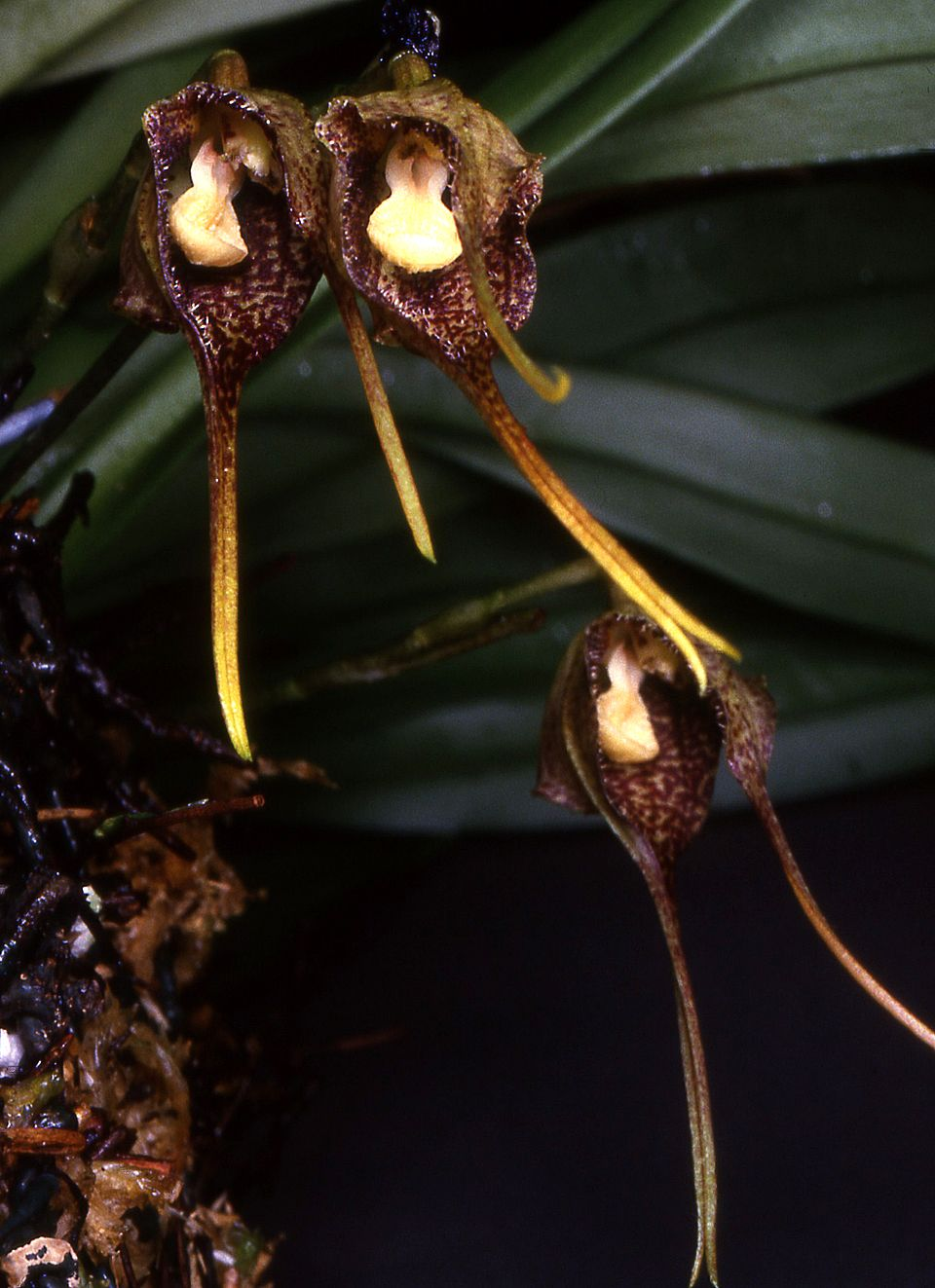
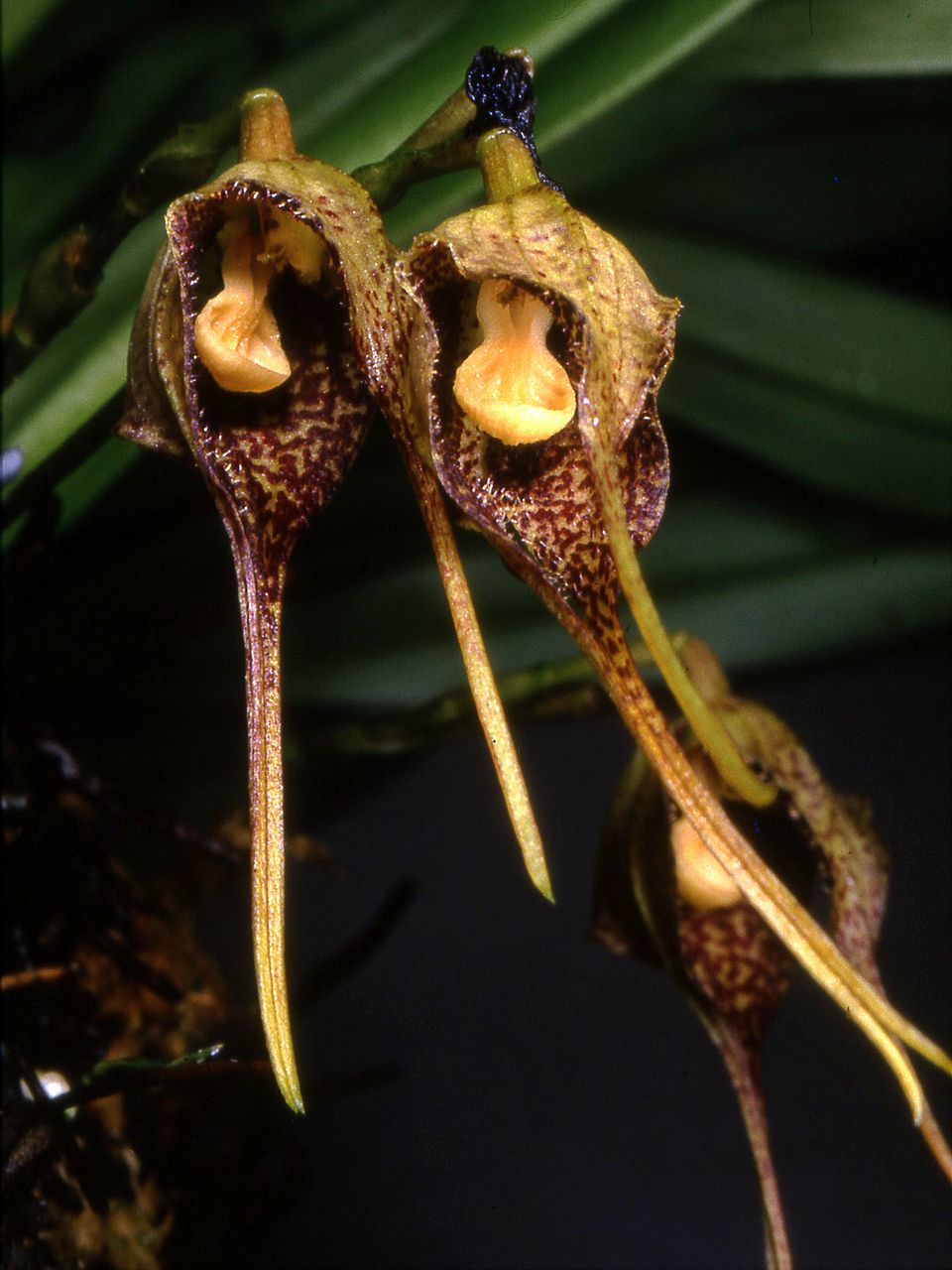